# Manilau-Hanilaiu
Manilau-Hanilaiu este o arie protejată (arie specială de conservare — SAC, sit de importanță comunitară — SCI) din Estonia întinsă pe o suprafață de 204,6 ha, integral pe uscat.

## Localizare
Centrul sitului Manilau-Hanilaiu este situat la coordonatele 58°12′54″N 24°07′19″E / 58.215°N 24.122°E.

## Înființare
Situl Manilau-Hanilaiu a fost declarat sit de importanță comunitară în aprilie 2004 pentru a proteja un număr necunoscut de specii din flora spontană și fauna sălbatică aflate în arealul zonei. Situl a fost protejat și ca arie specială de conservare în mai 2006.

## Biodiversitate
Situată în ecoregiunea boreală, aria protejată conține 4 habitate naturale: Insulițe și insule mici din Baltica boreală, Pășuni de coastă din Baltica boreală, Dune de coastă fixe cu vegetație erbacee („dune gri”), Pajiști uscate seminaturale și facies de acoperire cu tufișuri pe substraturi calcaroase (Festuco-Brometalia) (* situri importante pentru orhidee).
La baza desemnării sitului se află un număr nedeclarat de specii protejate.